# Krogaspe
Krogaspe ist eine Gemeinde am Ochsenweg im Kreis Rendsburg-Eckernförde in Schleswig-Holstein.

## Geografie

### Geografische Lage
Das Gemeindegebiet von Krogaspe erstreckt sich nordwestlich von Neumünster im östlichen Bereich des Naturraums Holsteinische Vorgeest (Haupteinheit Nr. 698). Im Westen bildet der Bachlauf Mitbek in weiten Bereichen die Gemeindegrenze ab, im Osten teilweise die Aalbek.

### Gemeindegliederung
Die Gemeinde gliedert sich siedlungsgeografisch in mehrere Wohnplätze. Neben dem Dorf gleichen Namens liegen auch die Häusergruppen Autobahnmeisterei Neumünster und Peilhaus, ebenfalls die Hofsiedlungen Amalienhof, Annental, Bast, Farrenfeld, Kasselhorn (Rabenhorst), Heinrichshof, Kamp, Vossberg und Wilhelmsruh, außerdem die Haussiedlungen Am Dickmoor, Posten 4+6 und Forellensee im Gemeindegebiet.

### Nachbargemeinden
Unmittelbar angrenzende Gemeindegebiete von Krogaspe sind:
|          | Schülp b. Nortorf                           | Loop                               |
| Timmaspe | Kompassrose, die auf Nachbargemeinden zeigt | Neumünster-Einfeld                 |
| Wasbek   |                                             | Neumünster (Stadtteil Gartenstadt) |

## Geschichte
Der Ort wurde 1200 erstmals erwähnt. Der Ortsname bedeutet vermutlich abgelegenes Espendorf im Winkel. Eine Espe ist eine Zitterpappel. Der Bestimmungsteil „Krog“ zeigt an, dass es sich ursprünglich um ein abgelegenes Landstück – niederdeutsch „Krog, Kroch, Krooch“ usw. – gehandelt hat. Beide Namensteile, die auf die Lage des Ortes und seinen Baumbestand Bezug nehmen, deuten darauf hin, dass es sich bei Krogaspe um eine hochmittelalterliche, damals etwas abseits gelegene Siedlung inmitten von Zitterpappeln handelt.
Die Gemeinde liegt am Heer- oder Ochsenweg (niederdeutsch Ossenweg), dem historisch bedeutsamen Landweg in Schleswig und Holstein, auf welchem die sogenannte Viehtrift mit jährlich tausenden Mastochsen durch Schleswig-Holstein gen Süden zur Elbe erfolgte.
Das Schleswig-Holsteinische Infanterie-Regiment Nr. 163 aus Neumünster hielt in Krogaspe seine Schießübungen ab.
Etwa mittig zwischen den Ortskernen von Krogaspe und Timmaspe bestand einst der Bahnhof Aspe an der Bahnstrecke Neumünster–Flensburg.

## Politik

### Gemeindevertretung
Bei der Kommunalwahl am 14. Mai 2023 wurden insgesamt neun Sitze vergeben. Diese fielen erneut alle an die Wählergemeinschaft „Gemeinsam für Krogaspe“. Die Wahlbeteiligung betrug 59,9 %.

### Bürgermeister
Bürgermeister der Gemeinde Krogaspe in der Wahlperiode 2018–2023 ist in der 3. Amtsperiode Nils Höfer.

### Wappen
Blasonierung: „In Silber unter drei, nebeneinander stehenden, aufrechten, gestielten, grünen Espenblättern die torlose, rote Giebelseite eines niedersächsischen Bauernhauses mit schwarzem Fachwerk.“

## Wirtschaft und Verkehr
Die Wirtschaft im Gemeindegebiet ist überwiegend von der Urproduktion der Landwirtschaft geprägt, es gibt jedoch auch einige Gewerbebetriebe.
Durch die Gemarkung Krogaspe führt die schleswig-holsteinische Landesstraße 328 (vormals Bundesstraße 205) als Ortsumgehung südlich und westlich um die Dorflage herum. In südöstlicher Verlängerung ab der Anschlussstelle Neumünster-Nord (Nr. 13) der Bundesautobahn 7 führt sie (autobahnähnlich) als vierspurige Kraftfahrstraße weiter ins nördliche Stadtgebiet von Neumünster, in westlicher Richtung weiter über Nortorf bis nach Jevenstedt mit Anschluss dort an der Bundesstraße 77. Der westliche Teil der Anschlussstelle Neumünster-Nord, ebenso wie die angrenzende Autobahnstation Krogaspe mit Autobahnmeisterei und Autobahnpolizei, befinden sich in der Gemarkung von Krogaspe.